# Pereskia
Pereskia, biljni red iz porodice kaktusovki. Postoje četiri priznate vrste

## Uzgoj
Te velike biljke podsjećaju rasom na ruže, ali imaju drugačije lišće. Uzgajaju se jedino ako postoji mogućnost da ih se održi do visine 2,8 m ili više, jer tek tada cvatu. U dobroj sezoni može se dogoditi da jedna biljka dade pet do deset tisuća cvjetova tokom mjeseca listopada. Za toplog vremena treba dosta vode. U zimskim mjesecima dobro je prostoriju malo ugrijati, iako najveća biljka živi u hladnim staklenicima.

## Postojbina:
Južna Amerika.

## Vrste
1. Pereskia aculeata Mill.
2. Pereskia diaz-romeroana Cárdenas
3. Pereskia horrida DC.
4. Pereskia weberiana K.Schum.

## Vanjske poveznice
|  | Zajednički poslužitelj ima još gradiva o temi Pereskia |
|  | Wikivrste imaju podatke o taksonu Pereskia             |